# Pasian di Prato

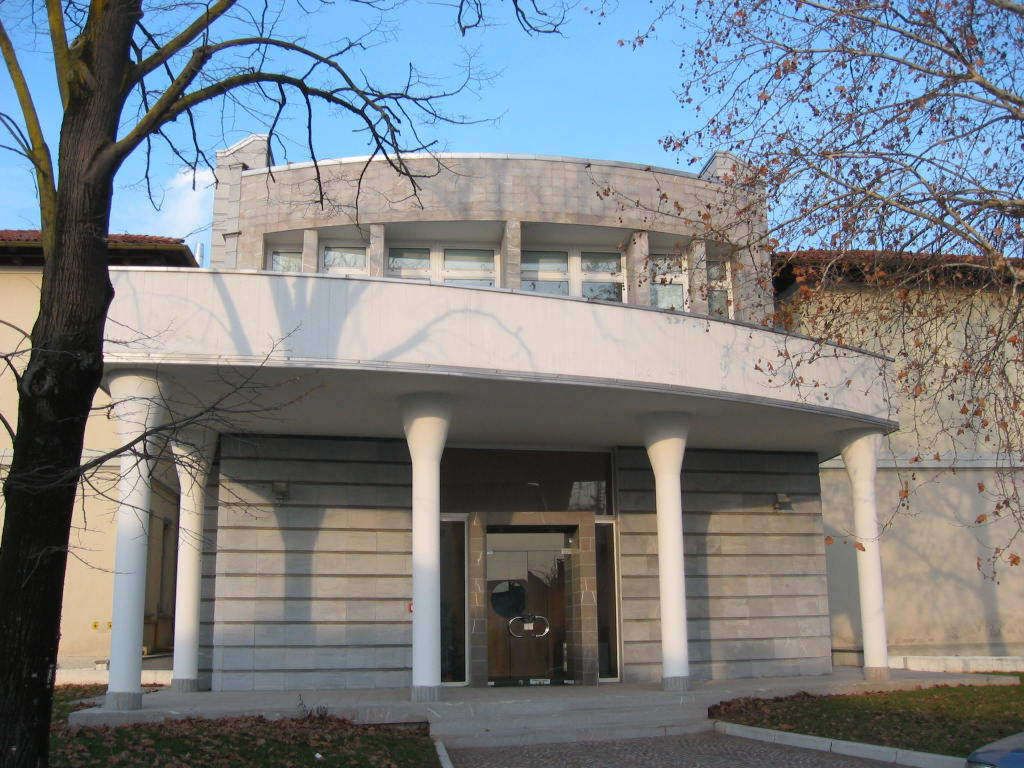
Versammlungssaal in Pasian di Prato

Pasian di Prato (im regionalen Dialekt: Pasiàn di Prât) ist eine nordostitalienische Gemeinde (comune) mit 9241 Einwohnern (Stand 31. Dezember 2023) in der Region Friaul-Julisch Venetien. Die Gemeinde liegt etwa 3,5 Kilometer südwestlich vom Ortskern Udines. Durch Pasian di Prato fließt der kleine Fluss Cormor.

## Verkehr
Pasian di Prato liegt unmittelbar an der Autostrada A23 von Palmanova Richtung österreichische Grenze. Die Autobahn teilt die Ortschaft von dem Stadtgebiet Udines. Durch die Gemeinde und den Ort selbst führt die Strada Statale 13 Pontebbana. Durch die Gemeinde führt auch die Bahnstrecke Venedig–Udine, der nächste Bahnhof befindet sich allerdings erst in Udine.